# NGC 4947
NGC 4947 (другие обозначения — IC 3974, ESO 382-5, MCG -6-29-6, AM 1302-350, IRAS13025-3504, PGC 45269) — спиральная галактика с перемычкой (SBb) в созвездии Центавра.
В этой галактике темп звездообразования составляет 2,7 M⊙/год. В галактике наблюдается 53 рентгеновских источника, большую часть рентгеновского излучения создают массивные рентгеновские двойные звёзды, с массами более 5 M⊙.
Этот объект входит в число перечисленных в оригинальной редакции «Нового общего каталога».